# Prix Hausdorff
Pour les articles homonymes, voir Hausdorff.
Ne pas confondre avec Médaille Hausdorff.
Le prix Hausdorff (Felix Hausdorff-Gedächtnispreis) est une distinction mathématique allemande. Il est décerné par l'Université de Bonn en récompense de la meilleure thèse de l'année et il est doté de 500 euros. Il est nommé en mémoire du mathématicien Felix Hausdorff, qui a été professeur à Bonn de 1910 à 1913 et de 1921 à 1935.

## Lauréats
La date indiquée est celle de la remise du prix ; elle est postérieure à la date de décision d'attribution.
- 2021 : Florian Schweiger pour On the Membrane Model and the Discrete Bilaplacian.
- 2020 : Danica Kosanović pour A geometric approach to the embedding calculus knot invariants et Vera Traub pour Approximation algorithms for traveling salesman problems.
- 2019 : Richard Höfer pour "Sedimentation of particle suspensions in Stokes flows"
- 2018 : Eva Kopfer pour "Heat flows on time-dependent metric measure spaces"
- 2017 : Martina Vera Baar pour "Stochastic individual based models of adaptive dynamics and applications to cancer immunotherapy"
- 2016 : Stefan Schreieder pour sa thèse Construction Problems in Algebraic Geometry and the Schottky Problem[1] et Robert Anselm Kucharczyk[2]
- 2015 : Robert Kucharczyk pour "On arithmetic properties on Fuchsian groups and Riemann surfaces"
- 2014 : Angkana Rüland pour "On Some Rigidity Properties in PDEs"
- 2013 : Matthias Erbar pour "Ricci curvature and gradient flows of the entropy for jump processes"
- 2012 : Peter Scholze pour "Perfectoid spaces"
- 2011 : Eugen Hellmann pour "On arthmetic families of filtered-modules and crystalline representations" et Barbara Zwicknagl pour "Mathematical analysis of microstructures and low hysteresis shape memory alloys"
- 2010 : Benedikt Wirth  pour "Variational Methods in Shape Space"
- 2009 : Ulrich Terstiegge pour "Intersections of arithmetic Hirzebruch-Zagier cycles"
- 2007 : Johannes Ebert pour "Characteristic classes of spin surface bundles: Applications of the Madsen-Weiss-Theory" et Herr Dr. Robert Philipowski pour "Stochastic Interacting Particle Systems and Nonlinear Particel Differential Equations from Fluid Mechanics"
- 2006 : Eva Viehmann (née Mierendorf) pour "On affine Deligne Lusztig Varieties for GL"

...
- 1983 : Thorsten Broecker

...
- 1966 : Jürgen Neukirch et Wilfried Brauer

...
- 1948/1949 : Heinz Schöneborn